# Santa Magdalena de l'Espelt
Santa Magdalena de l'Espelt és una obra situada a l'Espelt, al municipi d'Òdena (Anoia) protegida com a bé cultural d'interès local.

## Descripció
Església d'una sola nau i de planta rectangular. L'actual construcció és fruit d'una sèrie de transformacions practicades des del segle xvii fins als nostres dies. A la façana de ponent hi ha la porta adovellada d'entrada, i un campanar de cadireta amb quatre ulls en dos pisos de construcció moderna (1903). Al costat nord de l'edifici hi ha la sagristia. Des del segle xviii té fonts baptismals i cementiri propi. Exteriorment els murs són arrebossats amb ciment i estan construïts a base de pedra amb morter, les cantonades tenen carreus tallats en forma de paral·lelepípedes rectangulars. L'altar major està orientat vers a sol ixent i té dues capelles laterals. Interiorment està enguixada i pintada. L'any 1977 va sofrir obres de reforma.

## Història
La primera església consta com Santa Maria (any 1472), advocació que fou canviada el segle xvi a Santa Magdalena i era sufragània de Sant Pere d'Òdena. El nucli de l'Espelt, força allunyat del poble d'Òdena, està documentat des del segle x. Des de 1322 va ser domini de la família Cardona. L'edifici és del segle xvii, amb moltes transformacions posteriors. El campanar va ser afegit l'any 1903.
El 1977 en què fou erigida parròquia de l'Espelt aquest veïnat tenia 18 cases i també se li assignà a més del poble de l'Espelt 17 cases de pagesia.